# Eryngium duriaei
Eryngium duriaei är en flockblommig växtart som beskrevs av Jacques Étienne Gay. Eryngium duriaei ingår i släktet martornar, och familjen flockblommiga växter. Inga underarter finns listade i Catalogue of Life.